# 塔拉岩
塔拉岩（英語：Thala Rock），是南極洲的岩石，位於伊利沙伯女皇地，距離特納島西端0.6公里，在1959年1月16日由澳大利亞探險船撞上，現時由南極條約體系管理。